# Sky For Two
Ski For Two (titulado en español Esquí para dos) es el duodécimo cortometraje animado de la serie de cortos animados del Pájaro Loco. Estrenada en cines el 13 de noviembre de 1944, la película fue producida por Walter Lantz Productions y distribuida por  Universal Pictures.

## Argumento
Loquillo está revisando algunas revistas de viajes cuando ve un anuncio tentador del Swiss Chard Lodge. El albergue está situado en Idaho, y promete mucha buena comida esperando a sus huéspedes. Loquillo está extasiado y reserva rápidamente un billete de tren. Después de desembarcar en la estación de tren en  Sunstroke Valley, se hace evidente que el albergue aún está a 40 millas adicionales, sin carreteras adyacentes ni ningún medio de transporte. Loquillo decide tomar el asunto en sus propias manos tomando un atajo, esquiando y cantando a través de las montañas. Un estribillo de la canción The Sleigh (à la Russe) (también Dark Eyes melodía durante unos segundos) se puede escuchar mientras patina sobre hielo.
A la llegada de Loquillo, el propietario del albergue Pablo Morsa (Jack Mather) advierte que no hay alojamiento sin reserva. Loquillo, por supuesto, no se molestó en preguntar sobre esa regla. Atraído por el aroma de la comida caliente dentro del albergue, Loquillo gana la entrada disfrazándose de Santa Claus. Wally está tan emocionado ante la perspectiva de la llegada de Kris Kringle que rápidamente adorna el albergue con adornos navideños. Sin embargo, la morsa escéptica no tarda mucho en descubrir que, de hecho, solo es octubre, lo que hace que la llegada de Santa sea algo prematura.
Loquillo se las arregla para llenar su bolsa de juguetes de Papá Noel con comida del albergue y comienza a cantar y a esquiar por la montaña. Sin embargo, al abrir el saco, Loquillo descubre a un Pablo Morsa vengativo que retuerce el cuello del pequeño pájaro carpintero con disgusto y se burla de la risa característica de Loquillo.